# Bombardamento di Varsavia nella seconda guerra mondiale

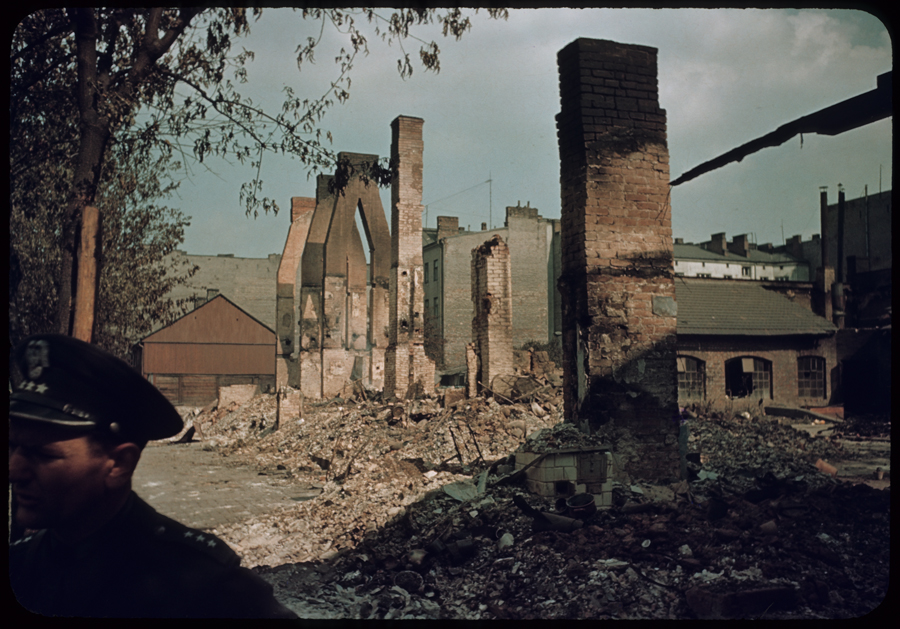
Varsavia dopo il bombardamento tedesco del settembre 1939

Il bombardamento di Varsavia nella seconda guerra mondiale iniziò con la campagna di bombardamento aereo di Varsavia da parte della Luftwaffe tedesca durante l'assedio di Varsavia nell'invasione della Polonia nel 1939. Comprendeva anche i bombardamenti tedeschi durante la Rivolta di Varsavia nel 1944. Durante il corso della guerra circa l'85% dei città venne distrutta a causa dei bombardamenti di massa tedeschi, del fuoco di artiglieria pesante e di una campagna pianificata di demolizione.

## L'assedio di Varsavia (1939)
Nel 1939 la Luftwaffe aprì l'attacco tedesco alla Polonia con l'operazione Wasserkante, un attacco aereo su Varsavia il 1º settembre. Questo attacco di quattro gruppi di bombardieri ebbe un'efficacia limitata a causa della bassa copertura nuvolosa e della solida resistenza polacca da parte dei caccia PZL P.11 della Brigata caccia, che abbatterono 16 aerei tedeschi, con la perdita di 10 dei loro. Tuttavia, le pesanti perdite di caccia polacchi fecero sì che entro il 6 settembre la difesa aerea di Varsavia fosse nelle mani dei cannoni antiaerei da 40 mm (24 cannoni), 75 mm (72 cannoni) e di molte mitragliatrici antiaeree del Comando di difesa di Varsavia.
Mentre l'esercito tedesco si avvicinava a Varsavia l'8 settembre 1939, 140  Junkers Ju 87 Stukas attaccarono le parti della città sulla riva orientale del fiume Vistola e altri bombardieri colpirono le posizioni dell'esercito polacco nella periferia occidentale. Il 13 settembre i bombardieri di livello e in picchiata della Luftwaffe provocarono incendi diffusi. Ulteriore resistenza venne seguita da lanci di volantini di propaganda.
Infine, a partire dalle 08:00 del 25 settembre, i bombardieri della Luftwaffe sotto il comando del maggiore Wolfram Freiherr von Richthofen condussero la più grande incursione aerea mai vista fino a quel momento, sganciando 560 tonnellate di bombe ad alto esplosivo e 72 tonnellate di bombe incendiarie, in coordinamento con i bombardamenti di artiglieria pesante da parte delle unità dell'esercito. Il centro di Varsavia venne gravemente danneggiato. Vennero effettuate circa 1 150 sortite da un'ampia varietà di aerei, inclusi bombardieri Junkers Ju 52/3m obsoleti, che sganciarono il 13% delle bombe incendiarie lanciate durante la giornata. Solo due bombardieri Ju 52 andarono perduti.
Sebbene comunemente descritto come assolutamente decisivo, l'attacco aereo del "lunedì nero" fu un successo misto. Mentre il bombardamento abbassò il morale polacco, non causò la resa polacca. Il fumo degli incendi e grandi quantità di polvere oscurarono i bersagli e ridussero notevolmente la precisione. Di conseguenza, i bombardieri della Luftwaffe sganciarono una quantità significativa dei loro carichi di bombe sulle posizioni di fanteria tedesca nella periferia nord-ovest della città, portando a discussioni aspre tra la Luftwaffe e i comandanti dell'esercito. Il tonnellaggio ridotto, combinato con una consegna solo approssimativa sull'obiettivo e la breve durata, non iniziarono ad approssimare l'intensità degli attacchi che le principali città europee avrebbero successivamente subito.
Tuttavia, il 26 settembre tre forti chiave nelle difese della città vennero conquistati e la guarnigione polacca offrì la sua resa: il 27 settembre le truppe tedesche entrarono in città. La stampa internazionale riferì che vennero uccisi da 20 000 a 40 000 civili, cifre rimaste nei libri di storia sessant'anni dopo. Il numero reale è probabilmente molto più basso; calcolando con gli stessi tassi di vittime dei bombardamenti più letali della seconda guerra mondiale in Germania, il numero di morti ammonterebbe a 6 000-7 000. Il 40% degli edifici della città venne danneggiato e il 10% degli edifici distrutto. Tuttavia, alcuni dei danni furono il risultato del fuoco di artiglieria terrestre e non solo causati da bombardamenti aerei, inclusi intensi combattimenti di strada tra fanteria tedesca ed unità corazzate, di fanteria e d'artiglieria polacche.

## La rivolta di Varsavia (1944)
La Luftwaffe condusse numerosi attacchi contro la resistenza polacca ed obiettivi civili. Anche l'infrastruttura di Varsavia venne pesantemente danneggiata da incursioni aeree, poiché nelle aree distrutte si svolsero disperati combattimenti strada per strada. Dopo 63 giorni di pesanti combattimenti urbani, gli sforzi combinati della Luftwaffe con il bombardamento di artiglieria e la distruzione sistemica rappresentarono l'85%-90% di edifici distrutti entro il gennaio 1945.

## Galleria d'immagini

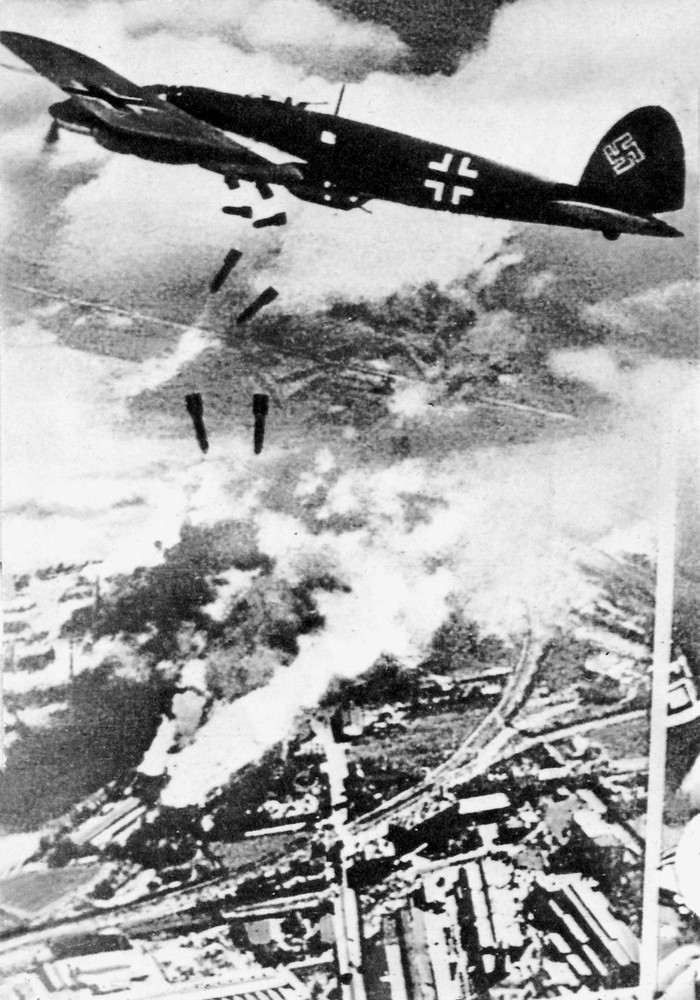
Varsavia dopo il bombardamento della Luftwaffe tedesca, settembre 1939
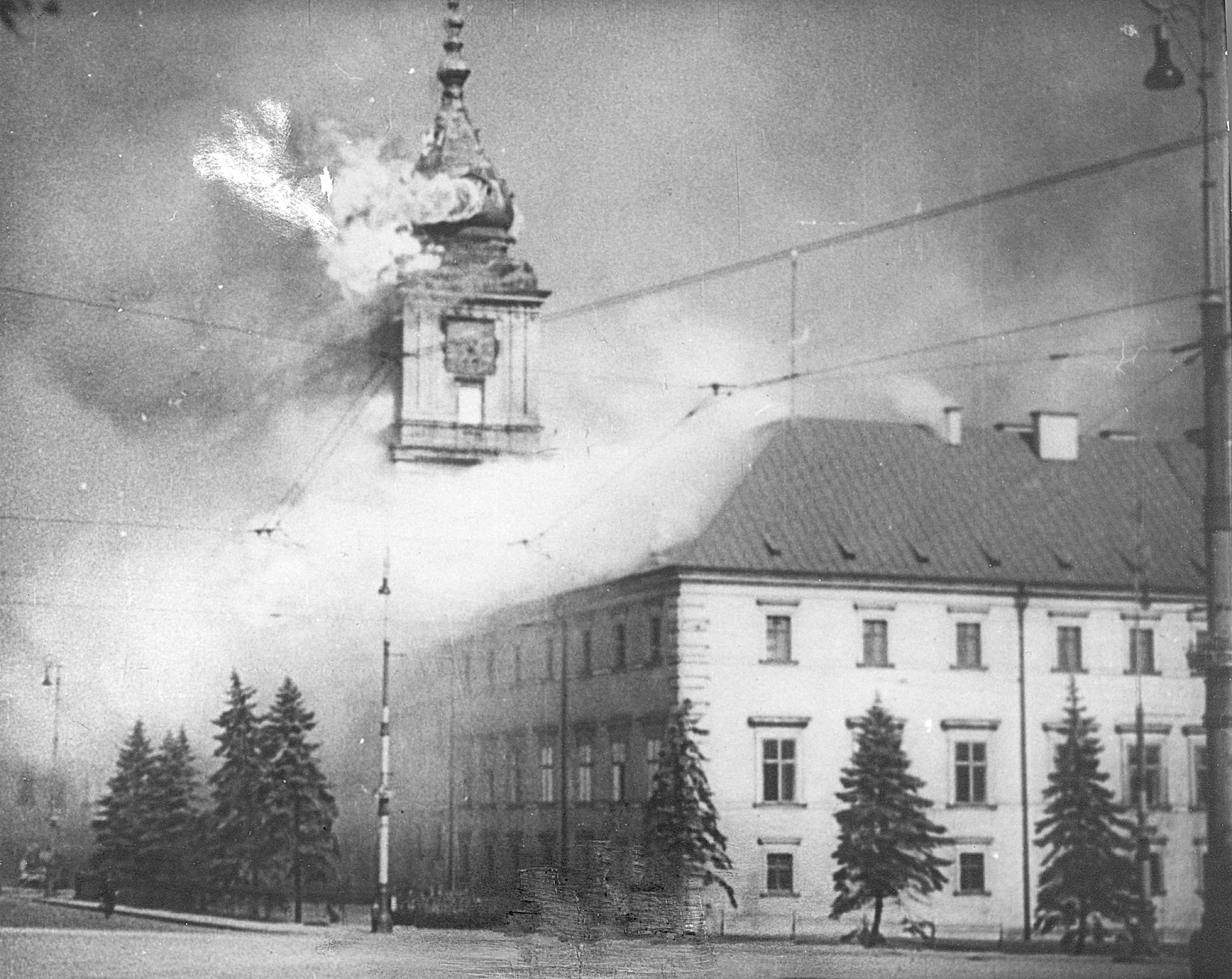
Castello Reale di Varsavia dopo il bombardamento tedesco della città, settembre 1939
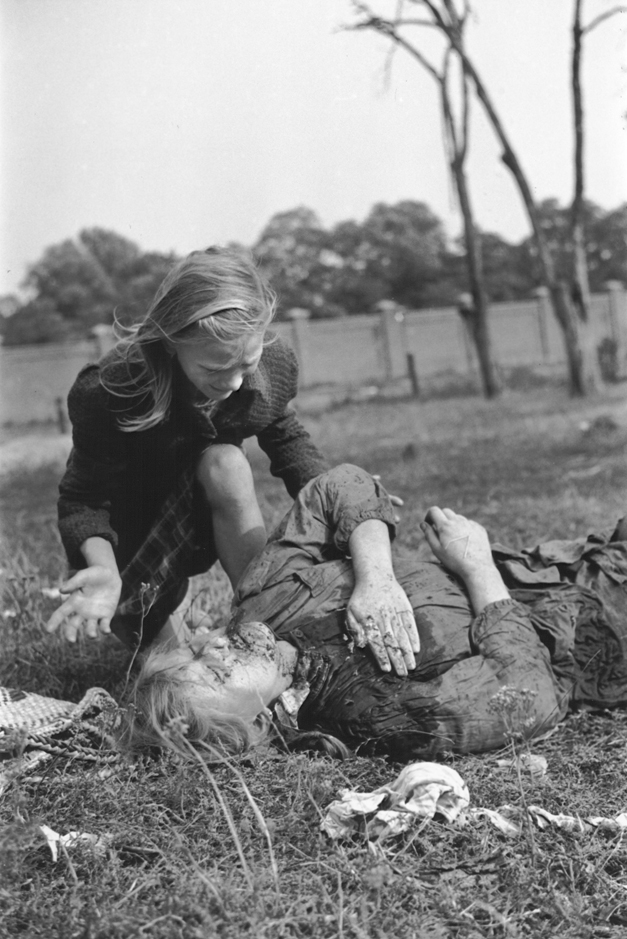
Una ragazza polacca piange sul corpo della sorella quattordicenne mitragliata dai bombardieri tedeschi in picchiata, settembre 1939
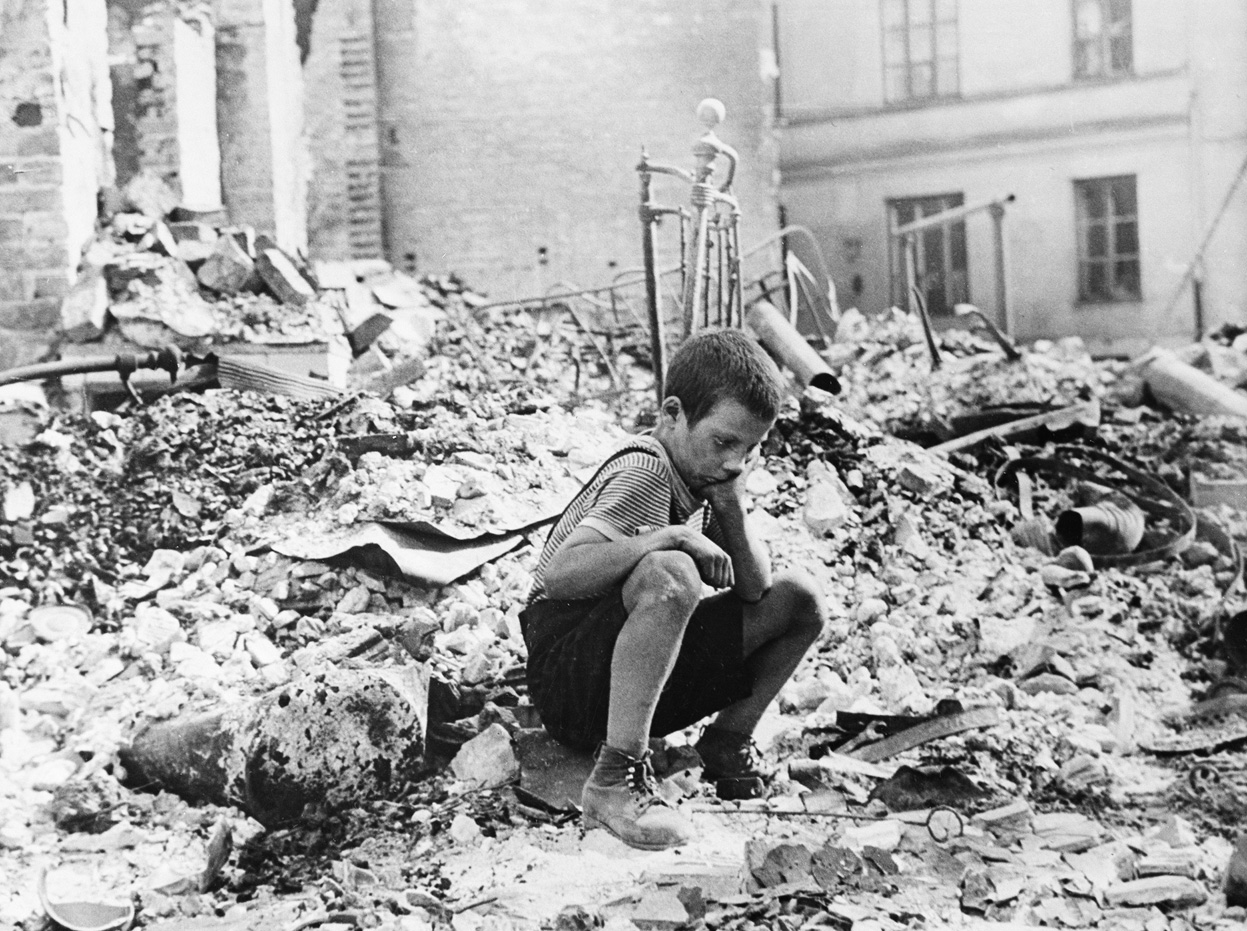
Sopravvissuto del bombardamento di Varsavia, 1939
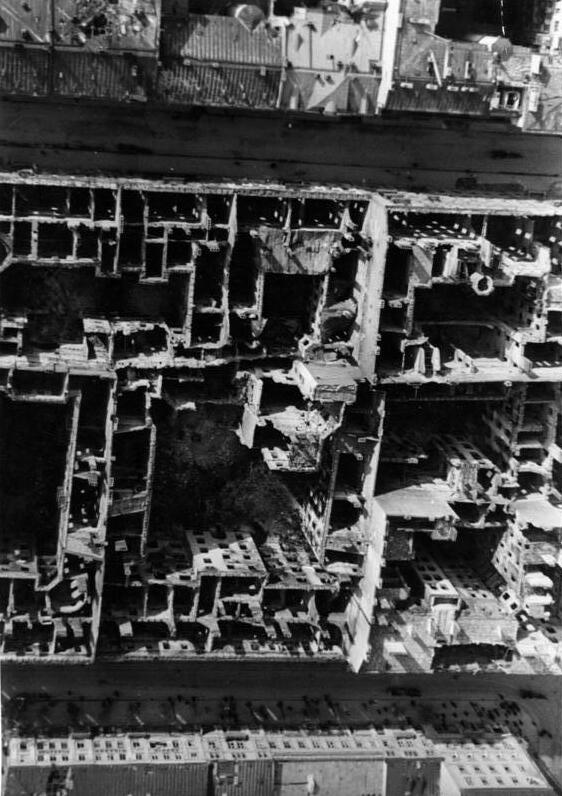
Isolati distrutti a Varsavia dopo un bombardamento tedesco, settembre 1939